# Дона Нобл
Дона Нобл (енгл. Donna Noble) измишљени је лик у британској научнофантастичној телевизијској серији Доктор Ху. Улога британске глумице и комичарке Кетрин Тејт је сапутница Десетог и Четрнаестог Доктора (обојицу тумачи Дејвид Тенант). Првобитно се појавила у завршној сцени серијала из 2006. и као специјална гостујућа звезда у следећем божићном специјалу, „Одбегла невеста”, али није се очекивало да ће Тејтова поново тумачити улогу Доне. У 3. серијалу (2007), Доктор је путовао заједно са студенткињом медицине Мартом Џоунс (Фрима Еџимен). Међутим, Тејтова је изразила занимање за повратак тој улози и вратила се као чланица главне поставе у 4. серијалу (2008), накнадном божићном и новогодишњем специјалу 2009–10. и у специјалима поводом 60. годишњице (2023).
У оквиру наратива серије, Дона почиње као отворена Лондончанка у средњим тридесетим, сезонска радница из Чизика чији поглед на свемир је малог обима. Иако она испрва сматра ванземаљског путника кроз време Доктора застрашујућим, њихов први сусрет оставља је незадовољном својим нормалним животом и она одлучује да путује заједно са њим када јој се указала следећа прилика. Дона постаје предност Доктора у његовим пустоловинама и спајању са енергијом Господара времена, постаје Доктор-Дона и на крају спасава универзум, иако по цену сећања на своја путовања са Доктором. Донина сећања су обновљена много година касније када се Доктор вратио као нова инкарнација са сличним изгледом и на крају скрасио са њом и њеном породицом пошто је би-генерисао другу инкарнацију.
За разлику од претходних сапутница Десетог Доктора које су гајиле романтична осећања према њему, Дона и Доктор су делили строго платонски однос и она није осећала потребу да се докаже да би јој било дозвољено да путује са Доктором, који је назива својим „најбољим пријатељем”.

## Појављивање

### Телевизија
Дона Нобл се први пут појављује, пописана као „Невеста”, у завршним сценама последње епизоде другог серијала, „Судњи дан” (2006). Она се појављује у венчаници, огорчена што се необјашњиво нашла на ТАРДИС-у. Сцена је држана у тајности до емитовања, снимљена са минималном екипом и била је духовит постскриптум тужног опроштаја који је Доктор поделио са сапутницом Роуз (Били Пајпер) неколико тренутака раније. Донина прича је објашњена у божићном специјалу из 2006, „Одбегла невеста”. Дона је привремена секретарица у компанији HC Clements у Лондону, безбедносној фирми која је, без њеног знања, параван организација института Торчвуд, који истражује ванземаљски живот. Њени родитељи су Џеф (Хауард Атфилд) и Силвија Нобл (Џеклин Кинг). Дона открива да је она пијун у шеми Царице (Сара парш) ванземаљаца Ракноса, као и да ју је обмануао њен вереник Ленс (Дон Гилет). Када је Доктор искалио свој бес на Ракносу, Дона га је ишчупала од њега и заједно се побегли пре него што је објекат Торчвуда поплављен. Дона је узнемирена јер је изгубила посао и вереника и одбија Докторову понуду да постане његова сапутница, иако му саветује да пронађе неког новог. Дона се не појављује у серијалу из 2007, али се лик Вилфреда Мота (Бернард Крибинс) појављује у божићном специјалу из 2007. „Путовање проклетих”. У серијалу из 2008. он је представљен као Донин деда, након смрти глумца Хауарда Атфилда.
У првој епизоди четвртог серијала, „Партнери у злочину” (2008), две године касније, Дона је постала незадовољна својим животом и више је занима шира слика пошто јој је отац умро. Како су обоје истраживали везу ванземаљаца са госпођицом Фостер (Сара Ланкашир) из института Adipose, она и Доктор се поново уједињују, а она му се придружује у ТАРДИС-у као редовна сапутница. У „Ватрама Помпеје”, Дона показује своје саосећање када се свађа и убеђује Доктора да спасе породицу у Помпеји од ерупције Везува. У „Планети Удова”, Дона и Доктор одлазе у Уд-сферу и Дона брани Удове од злостављања које трпе од стране људи. У дводелној причи „Сонтаранчка варка” и „Отровно небо”, Дона упознаје Докторову бившу сапутницу Марту Џоунс (Фрима Еџимен) која ради за UNIT и заједно спречавају Сонтаранце да користе АТМОС да угуше свет. У „Докторовој ћерки”, Дона је та која поменутом лику даје име „Џени” (Џорџија Тенант) и потом убеђује Доктора да је прихвати. Доктор и Дона упознају Агату Кристи (Фенела Вулгар) у епизоди „Једнорог и оса” и морају да реше сопствену загонетку убиства са Агатом Кристи и огромном ванземаљском осом.
У дводелној причи „Тишина у библиотеци” и „Шума мртвих” први пут се појављује Ривер Сонг (Алекс Кингстон) и Доктор случајно гура Дону у кибер-свет док покушава да је заштити од Вашта Нераде. Она се затим заљубљује у Лија Мекавоја и са њим има двоје деце. Међутим, она открива да су свет у коме се налази и њена деца заправо дигиталне реплике, и ово откриће је оставља истраумираном. „Поноћ” даје Дони одмор у спа центру, док Доктор доживљава најстрашнију вожњу аутобусом у свом животу. Епизода „Скрени лево” приказује паралелни универзум у коме Дона никада није упознала Доктора. Следствено томе, Доктор је умро и крај света долази много раније. У завршним епизодама „Украдена Земља” и „Крај путовања”, Дона додирује одсечену Докторову руку под енергијом и прожета је целокупним његовим знањем којим успева да заустави Давроса (Џулијан Блич) и његов план да уништи стварност. Међутим, пошто њен ум не може да поднесе све ово знање, Доктор је приморан да јој избрише сећање на њега противно њеној жељи. Нада се да се више никада неће срести да се не би сетила и да јој ум не би „изгорео”.
Дона се поново појављује у дводелноја завршници „Крај времена” (2009–2010). На почетку приче, она купује свом деди књигу коју је написао негативац из епизоде, што Доктор сматра да значи да „Доктор-Дона” још увек подсвесно покушава да му помогне. Када је сваки припадник људског рода (осим ње саме и Вилфреда, коме се приписује да је заштићен и да је Донин ДНК још увек мало измењен након метакризе) постао двојник Докторовог непријатеља Господара (Џон Сим), Донина сећања су скоро обновљена. Међутим, штити је Доктор, док Дона генерише кратак телепатски пулс који обара и њу и Господаре у близини. У завршним тренуцима приче, Дона је последњи пут виђена када се удаје за новог вереника Шона Темпла (Карл Колинс), постајући Дона Темпл-Нобл. Доктор на самрти јој анонимно испоручује добитну срећку како би осигурао њену финансијску будућност пошто је у прошлости позајмио куповну цену од Дониног покојног оца, чинећи је поклоном и њему и Доктору.
У „Звезданој звери” (2023), Дона се поново уједињује са недавно регенерисаним Четрнаестим Доктором који има лице Десетог Доктора. Дона и Шон сада имају трансродну ћерку по имену Роуз која долази у контакт са међугалактичким злочинцем Бипом Мипом. Доктор је приморан да се поново удружи са Доном, иако очајнички покушава да спречи своју стару пријатељицу да га се сети. Пошто је цео Лондон у опасности, Доктор је приморан да врати Дони сећања и „Доктор-Дону” како би зауставио Мипа. Међутим, Роуз је делимично наследила метакризу од Доне, стабилизујући је довољно да преживи враћање сећања. Открива се да је метакриза наставила да подсвесно утиче на Дону и Роуз, што је довело до тога да је Дона дала већину својих добитака на лутрији у добротворне сврхе, као и да је Роуз одлучила да се назове по Роуз Тајлер и направила лутке подстрекнуте створењима са којима се њена мајка сусрела са Доктором. Дона и Роуз безбедно избацују метакризу, а Дона прихвата Докторову понуду да оде на последње путовање ТАРДИС-ом да види Вилфреда. Међутим, Дона случајно просипа кафу по ТАРДИС конзоли, што га је отело контроли. Након хаоса који је уследио, ТАРДИС насукава Доктора и Дону на свемирском броду на ивици познатог универзума у епизоди „Плава дивљина”. Тамо их муче два бића која мењају облик и која их опонашају, а Доктор скоро оставља Дону да умре у експлодирајућој летелици пошто ју је побркао са њеном двојницом. Он схвата своју грешку и спасава Дону на време. Враћају се у Лондон где се поново сусрећу са Вилфом који их обавештава да је свет поново у кризи и да му је потребна њихова помоћ.
Дона прати Доктора до седишта UNIT-а у „Кикоту”, где упознаје новог вођу UNIT-а, Кејт Летбриџ-Стјуарт (Џема Редгрејв), и Докторову бившу сапутницу Мел Буш (Бони Ленгфорд). Они се боре са Творцем Играчака (Нил Патрик Харис), старим Докторовим непријатељем који га присиљава на би-генерацију, стварајући његову петнаесту инкарнацију (Шути Гатва) у сапостојању са његовом четрнаесотм. Пошто су два Доктора победила Творца Играчака, Дона охрабрује Четрнаестог Доктора да остане на Земљи са њом и њеном породицом како би се опоравио од трауме свог недавног живота. Он прихвата и усељава се код породице Нобл-Темпл, касније признајући Дони да је време које је провео са њима његово најсрећније време икада.

### Књижевност
Изван телевизијске серије, Дона се појављује у неким од романа Новог низа авантура, издавачке куће BBC Books, поред Десетог Доктора у причама смештеним између епизода четвртог серијала. Дона се први пут појављује у делима Духови Индије Марка Мориса, Замка за Доктора Сајмона Месингема и Сјајна тама Марка Михаловског из септембра 2008. године. Она се четврти и последњи пут појављује у роману у Предиван хаос Герија Расела у децембру исте године. Наредни романи са Десетим Доктором у Новом низу авантура приказују Доктора како путује сам. Дона се такође појављује у бројним кратким причама о Доктору Хуу, у Доктор Ху годишњаку за 2009. годину, у Књизи прича о Доктору Хуу 2007. и 2009. године, као и у једној интернет приповеци, „Усамљени рачунар” (на чије се догађаје укратко алудирало у епизоди „Једнорог и оса”).
Лик је такође истакнут у стриповима који су излазили у издањима Часописа Доктор Ху, Авантуре Доктора Хуа за млађу публику и Доктор Ху: Битке у времену, онлајн стриповима, стриповима укљученим у Годишњак и Књизи прича, као и у серијалу Доктор Ху америчког стрип издаваштва IDW Publishing, који су у току. Године 2016. појавила се у петој пуној књизи под називом У крви, поново са Десетим Доктором, коју је написала Џени Колган.

### Аудио драме
Дона се појављује у мини-серији Судбина Доктора продукције Big Finish Productions поводом педесете годишњице, где се појављује у десетој причи, Договор са смрћу, објављеној у октобру 2013. године, а Тејтова се вратила да игра улогу. Серија је настала у копродукцији са AudioGO-ом који је у то време имао дозволу за продукцију аудио драма заснованих на оживљеној серији.
Након прекида AudioGO-а и стицања дозволе за нову серију од стране Big Finish-а, Тејтова поново игра улогу у аудио-серијалу Доктор Ху: Авантуре Десетог Доктора у мају 2016. са Дејвидом Тенантом који је поново играо Десетог Доктора. Међу причама су и Технофобија, Отимачи времена и Смрт и краљица. Године 2019. Дона се појавила у трећем тому Авантура Десетог Доктора заједно са Десетим Доктором (Дејвид Тенант), Вилфредом Мотом (Бернард Крибинс) и Силвијом Нобл (Џеклин Кинг) у причи у којој се појављују и Џадуни.
Дона се такође појављује у три оригиналне аудио књиге које је објавио BBC Books: Дератизација (мај 2008), Замка заувек (октобар 2008) и Инвазија Немонита (фебруар 2009).

## Кастинг
Као што је назначио Дејвид Тенант у својој серији два видео дневника (укључен у DVD бокс сету), избор Кетрин Тејт за улогу је држан у тајности. Њена сцена у „Судњем дану” снимљена је са минималном екипом. У његовом трећем видео дневнику се помиње да је овај случај био један од ретких случајева када је елемент изненађења успешно одржан, а да то није било унапред откривено од стране медија. Тејтова је постала прва гостујућа звезда која је потписана у уводној шпици серије, што је од тада постала уобичајена пракса у специјалима серије. Продуцентска екипа је сматрала да је њен лик имао статус сапутнице много пре објаве повратка лика.
Извршни продуцент Расел Т. Дејвис је својевремено одбацио могућност Доне као сталног сапутника због њене абразивне личности, рекавши да би публици „ишла на живце”. Заправо, првобитно није било предвиђено да се лик врати уопште. Дона се није појавила у његовој првобитној концепцији епизоде поновног окупљања, „Украдена Земља”, упркос планираним поновним појављивањима Марте (Фрима Еџиман), капетана Џека (Џон Бароуман), Саре Џејн (Елизабет Слејден), Роуз (Били Пајпер), Џеки Тајлер (Камил Кодури), као и Микија Смита (Ноел Кларк), Елтона Поупа из епизоде „Љубав и чудовишта” и глумаца спиноф серије Торчвуд. Дејвис је првобитно намеравао да пратилац у 4. серијалу буде „Пени”, жена са севера са којом би Доктор делио романтичну привлачност. Након разговора између Кетрин Тејт и Џејн Трентер из BBC-ја, у којем је Тејтова изразила занимање за повратак, Дејвис је преправио четврти серијал како би уместо тога вратио Дону као нову сталну сапутницу.
Тејтова је на сопствени кастинг за главну улогу гледала као на „коцкање” извршног продуцента Расела Т. Дејвиса. Она ово приписује томе што је „огромној већини људи била позната по томе што је носила перике и комичарске зубе” (у њеној скеч-комедији Кетрин Тејт Шоу). Глумица је била захвална Дејвису што ју је изабрао и нашалила се на рачун истакнутости која је на крају приуштила свом лику: „У једном кратком тренутку била сам најважнија жена у целом универзуму.” Бен Росон-Џоунс приписује успех природном развоју њеног лика, а њена бурна личност је ублажена за њено прво појављивање 2008. у „Партнерима у злочину”.

## Пријем
Ко може икада да заборави чисту визуелну урнебесност њеног тихог првог сусрета са Доктором у „Партнерима у злочину” или њене покушаје да се уклопи у свет Агате Кристи у „Једнорогу и оси”? Затим је ту био њен парафразирани омаж Алану Партриџу у „Отровном небу”, шалећи се на „задњи део врата!” пошто је онеспособила Сонтаранца преко његовог пробног отвора. Чиста „чаробница”, како би Дона рекла.

Бен Росон-Џоунс, хвалећи комичне сцене лика на веб-сајту Digital Spy.
У својој рецензији четвртог серијала, веб-сајт Digital Spy је изнео мишљење: „У основи је била одлична изведба Кетрин Тејт као Доне Нобл која представља замршену фузију забаве, пустоловине, туге и жеље за припадањем”. Исти сајт је приметио да су обожаваоци у почетку били забринути због Тејтиног избора за сталну сапутницу, јер је била позната као комичарка и глумица у комедијама. Они су успех лика приписали измени много дрскијег и бучнијег лика какав је приказала у „Одбеглој невести”. Комични елементи лика су се наставили („повремени... застоји”) у виду њене склоности да виче, али веб-сајт је хвалио многе комичне тренутке њеног лика. Они су јођ више хвалили Тејтине сцене плача у „Ватрама Помпеје” које су „дале визуелно задивљујућој епизоди преко потребну дубину” као и њену осетљивост и осећајност због малтретирања ванземаљаца Удова у „Планети Удова”. Култни уредник Бен Росон-Џоунс је такође похвалио „трагичне” сцене лика, као што је губитак лажне деце и идеалног мушкарца у „Шуми мртвих” као и „осећајно исцеђење” у епизоди „Скрени лево”, која се фокусирала на Дону.
Дона је изабрана за другог најбољег сапутника свих времена у 414. и 474. броју Часописа Доктор Ху.